# Koszyczek Wenery
Koszyczek Wenery (Euplectella aspergillum) – gąbka z gromady Hexactinellida, zamieszkująca głębokie oceany.

## Występowanie
E. aspergillum żyje w chłodnym środowisku wód morskich i oceanicznych. Występuje ona na głębokości od 35 do 5000 m, na miękkim podłożu, często w warunkach bez światła. Koszyczek Wenery spotykany jest u wybrzeży Filipin oraz Japonii.

## Budowa

### Cechy ogólne
E. aspergillum przypomina z wyglądu pleciony kosz. Dojrzały okaz ma najczęściej ponad 30 cm długości i około 5 cm szerokości. E. aspergillum ma szkielet zbudowany z igieł trójosiowych, których głównym składnikiem jest krzemionka.

### Szkielet
Szkielet składa się ze skonsolidowanych, nanometrowych, krzemionkowych, sferycznych elementów ułożonych w ściśle określone mikroskopijne, koncentryczne pierścienie.
Otaczają one białkowe włókno osiowe, a przestrzenie między warstwami krzemionkowych pierścieni wypełniają organiczne substancje. Powstałe w ten sposób laminowane krzemionkowe igły przecinają się tworząc regularną sieć składająca się z kwadratów. Konstrukcja ta wspierana jest przez węzły i podpórki igieł, wzmacniając ją wzdłużnie, horyzontalnie i skośnie. Dodatkowo na zewnętrznej części szkieletu znajdują się masywne grzbiety spiralne. Na szkielecie osadzają się minerały, które wraz z substancjami organicznymi tworzą cement, co zwiększa masę i sztywność struktury. Górny koniec szkieletu kończy się sitowatą płytą, do dna zaś koszyczek Wenery przytwierdza się za pomocą elastycznej wiązki haczyków końcowych igieł krzemionkowych. Współdziałanie wszystkich siedmiu hierarchicznych poziomów budowy pokonuje kruchość głównego składnika mineralnego – krzemionki – nadając gąbce wyjątkową sztywność i stabilność mechaniczną.

## Ogniwa słoneczne i budownictwo
Budowa szkieletu koszyczka Wenery znalazła zastosowanie w produkcji złożonych półprzewodników w ogniwach słonecznych i elektronice. Jego struktura została wykorzystana w tworzeniu super wytrzymałych materiałów budowlanych.

## Ciekawostki
E. aspergillum wykorzystuje źródła światła dostępne w pobliżu do zwabiania larw i młodych osobników symbiotycznych krewetek. Organizmy te żyją uwięzione w ciele gąbki.